# (396) Aeolia
(396) Aeolia – planetoida z pasa głównego asteroid okrążająca Słońce w ciągu 4 lat i 198 dni w średniej odległości 2,74 j.a. Została odkryta 1 grudnia 1894 roku w Observatoire de Nice w Nicei przez Auguste Charloisa. Nazwa planetoidy pochodzi od Eolii (Eolidy), krainy historycznej położonej na północno-zachodnim wybrzeżu Azji Mniejszej. Przed nadaniem nazwy planetoida nosiła oznaczenie tymczasowe (396) 1894 BL.